# Conus lynceus
Conus lynceus é uma espécie de gastrópode do gênero Conus, pertencente à família Conidae.

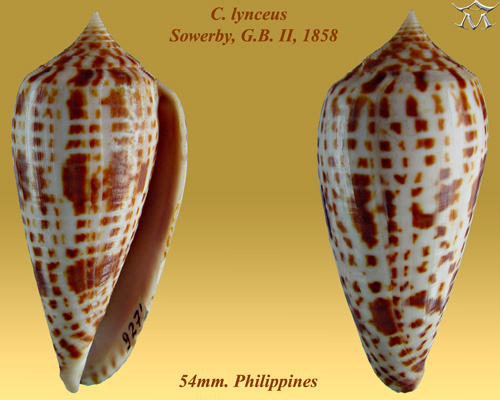
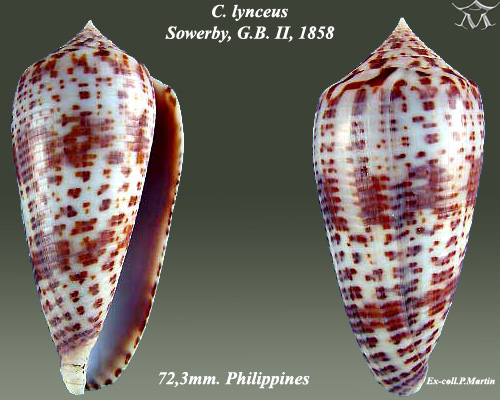